# Геппі-Кемп (Каліфорнія)
Геппі-Кемп (англ. Happy Camp) — переписна місцевість (CDP) в США, в окрузі Сискью штату Каліфорнія. Населення — 905 осіб (2020).

## Географія
Геппі-Кемп розташоване за координатами 41°48′57″ пн. ш. 123°23′34″ зх. д. / 41.81583° пн. ш. 123.39278° зх. д. (41.815893, -123.392796).  За даними Бюро перепису населення США в 2010 році переписна місцевість мала площу 31,98 км², з яких 31,36 км² — суходіл та 0,62 км² — водойми.

### Клімат
| Клімат : Геппі-Кемп     | Клімат : Геппі-Кемп | Клімат : Геппі-Кемп | Клімат : Геппі-Кемп | Клімат : Геппі-Кемп | Клімат : Геппі-Кемп | Клімат : Геппі-Кемп | Клімат : Геппі-Кемп | Клімат : Геппі-Кемп | Клімат : Геппі-Кемп | Клімат : Геппі-Кемп | Клімат : Геппі-Кемп | Клімат : Геппі-Кемп | Клімат : Геппі-Кемп |
| Показник                | Січ.                | Лют.                | Бер.                | Квіт.               | Трав.               | Черв.               | Лип.                | Серп.               | Вер.                | Жовт.               | Лист.               | Груд.               | Рік                 |
| Абсолютний максимум, °C | 18,3                | 26,7                | 33,3                | 35                  | 42,2                | 44,4                | 46,1                | 46,1                | 43,3                | 37,8                | 27,8                | 20,6                | 46,1                |
| Середній максимум, °C   | 7,9                 | 12,1                | 16,1                | 21,1                | 25,4                | 29,8                | 35                  | 34,5                | 30,5                | 22,3                | 13,4                | 8,3                 | 21,4                |
| Середня температура, °C | 3,7                 | 6,3                 | 8,7                 | 12,1                | 15,4                | 19,1                | 22,8                | 22,2                | 18,9                | 13,4                | 7,6                 | 4,4                 | 12,9                |
| Середній мінімум, °C    | −0,7                | 0,6                 | 1,3                 | 3,1                 | 5,6                 | 8,3                 | 10,7                | 9,9                 | 7,3                 | 4,4                 | 2,1                 | 0,6                 | 4,5                 |
| Абсолютний мінімум, °C  | −14,4               | −14,4               | −7,2                | −5,6                | −5,6                | −2,8                | −2,2                | −1,1                | −4,4                | −7,8                | −12,2               | −18,9               | −18,9               |
| Норма опадів, мм        | 241                 | 181                 | 149                 | 72                  | 43                  | 21                  | 9                   | 9                   | 23                  | 85                  | 186                 | 238                 | 1257                |
| Днів з опадами          | 14                  | 12                  | 12                  | 9                   | 7                   | 4                   | 1                   | 2                   | 3                   | 7                   | 11                  | 13                  | 95                  |
| ----------------------- | ------------------- | ------------------- | ------------------- | ------------------- | ------------------- | ------------------- | ------------------- | ------------------- | ------------------- | ------------------- | ------------------- | ------------------- | ------------------- |
| Джерело:                |                     |                     |                     |                     |                     |                     |                     |                     |                     |                     |                     |                     |                     |

## Демографія
Згідно з переписом 2010 року, у переписній місцевості мешкало 1190 осіб у 525 домогосподарствах у складі 297 родин. Густота населення становила 37 осіб/км².  Було 646 помешкань (20/км²).
Расовий склад населення:
| - 68,4 % — білих - 23,3 % — корінних американців - 0,6 % — азіатів - 0,2 % — чорних або афроамериканців - 0,1 % — вихідців з тихоокеанських островів - 1,5 % — осіб інших рас |

До двох чи більше рас належало 6,0 %. Частка іспаномовних становила 8,0 % від усіх жителів.
За віковим діапазоном населення розподілялося таким чином: 20,0 % — особи молодші 18 років, 63,7 % — особи у віці 18—64 років, 16,3 % — особи у віці 65 років та старші. Медіана віку мешканця становила 47,3 року. На 100 осіб жіночої статі у переписній місцевості припадало 107,0 чоловіків;  на 100 жінок у віці від 18 років та старших — 110,2 чоловіків також старших 18 років.
Середній дохід на одне домашнє господарство  становив 35 147 доларів США (медіана — 24 861), а середній дохід на одну сім'ю — 42 576 доларів (медіана — 37 500). Медіана доходів становила 35 000 доларів для чоловіків та 31 125 доларів для жінок. За межею бідності перебувало 31,0 % осіб, у тому числі 26,0 % дітей у віці до 18 років та 12,6 % осіб у віці 65 років та старших.
Цивільне працевлаштоване населення становило 262 особи. Основні галузі зайнятості: освіта, охорона здоров'я та соціальна допомога — 29,8 %, публічна адміністрація — 15,3 %, роздрібна торгівля — 9,9 %, науковці, спеціалісти, менеджери — 9,5 %.